# Gonocephalus chamaeleontinus
Gonocephalus chamaeleontinus là một loài thằn lằn trong họ Agamidae. Loài này được Laurenti mô tả khoa học đầu tiên năm 1768.

## Hình ảnh

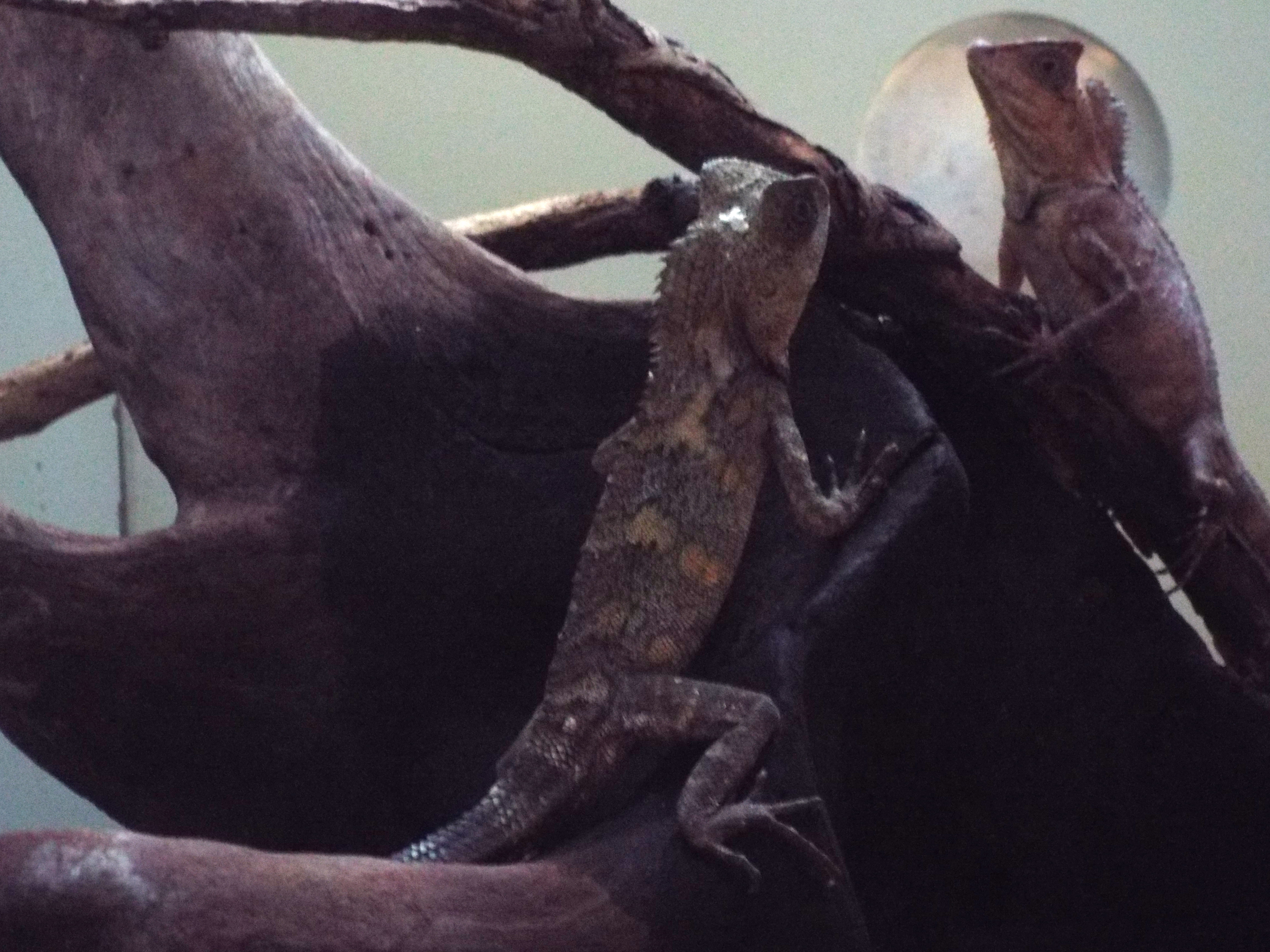